# جيمس ديفيد مانينغ
جيمس ديفيد مانينغ (بالإنجليزية: James David Manning)‏ هو قس أمريكي، ولد في 20 فبراير 1947 في Red Springs, North Carolina ‏ في الولايات المتحدة.